# Dieter Albrecht

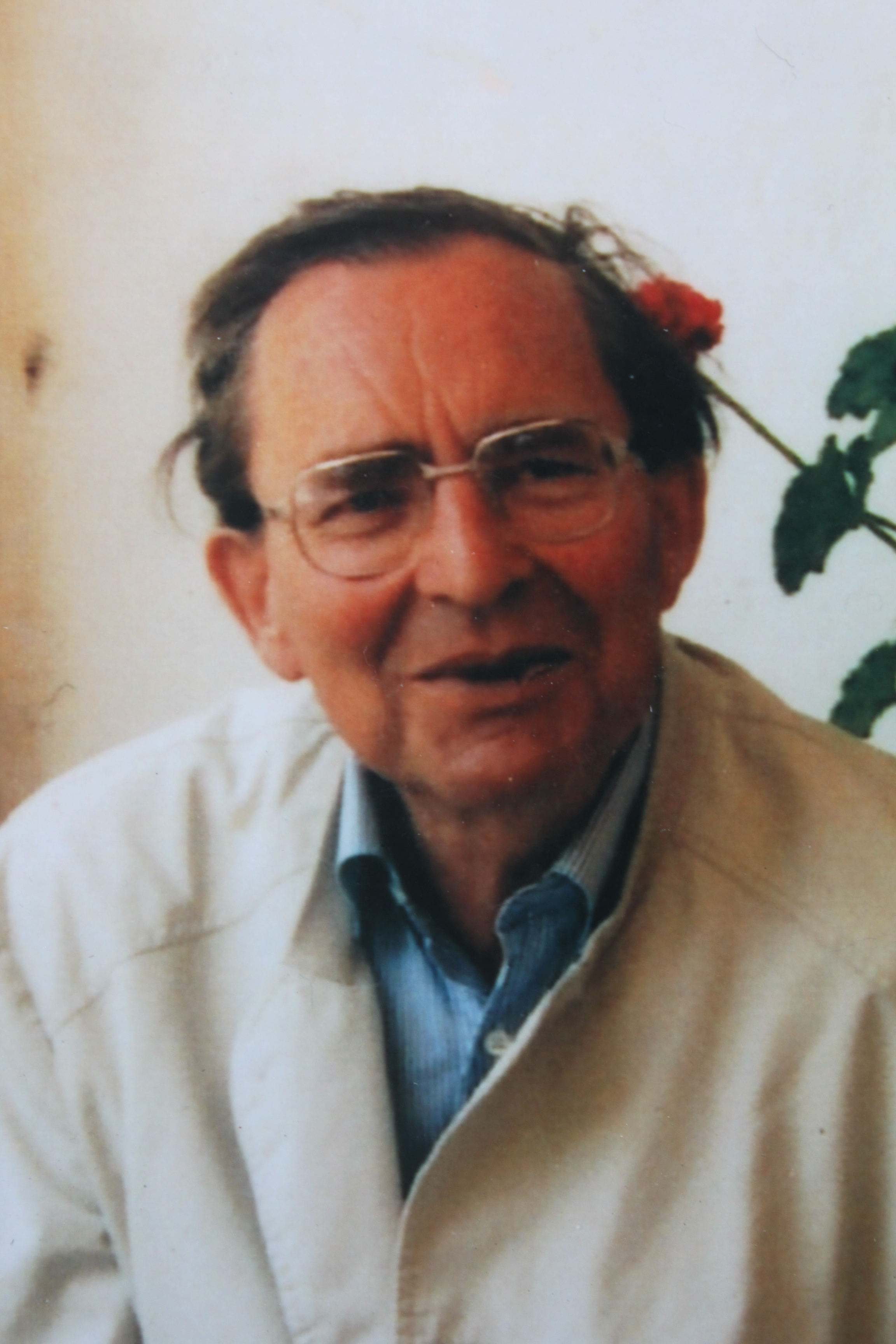
Dieter Albrecht (1996)

Dieter Albrecht (* 9. Mai 1927 in Pasing; † 8. Oktober 1999 in Regensburg) war ein deutscher Historiker. Von 1967 bis 1992 lehrte er Neuere und Neueste Geschichte an der Universität Regensburg. Albrecht hat sich mehr als 45 Jahre mit Kurfürst Maximilian I. von Bayern beschäftigt. Seine 1998 veröffentlichte Biographie über ihn gilt als sein Hauptwerk.

## Leben
Dieter Albrecht kam im Mai 1927 als drittes von fünf Kindern eines Lehrers in Pasing bei München zur Welt. Er verlor den Vater schon 1940, wurde noch als Schüler im Zweiten Weltkrieg eingezogen und geriet kurzzeitig in amerikanische Kriegsgefangenschaft. 1946 holte er das Abitur nach und studierte ab dem Wintersemester 1947/48 Geschichte und Germanistik an der Universität München, unter anderem bei dem Neuzeithistoriker Franz Schnabel, dem Mediävisten Johannes Spörl und dem Literaturwissenschaftler Hans Heinrich Borcherdt; den nachhaltigsten Eindruck auf den jungen Albrecht aber machte der Landeshistoriker Max Spindler, bei dem er 1951 mit der ungedruckt gebliebenen Arbeit Die Gerichts- und Grundherrschaftsverhältnisse im Raum der Grafschaft Andechs vom 13. bis 19. Jahrhundert promoviert wurde.
Noch im Jahr der Promotion wurde Albrecht Mitarbeiter der Kommission für bayerische Landesgeschichte bei der Bayerischen Akademie der Wissenschaften, für die er mehrere Bände des Historischen Atlasses von Bayern bearbeitete (die Landgerichte Starnberg und Weilheim, die Klostergerichte Benediktbeuern und Ettal, die Fürstpropstei Berchtesgaden und die Grafschaft Werdenfels). Daneben arbeitete er 1952/53 bei den Monumenta Germaniae Historica, wo er spätmittelalterliche bayerische Chroniken daraufhin prüfte, ob sie der Veröffentlichung wert wären. 1953 erhielt er ein Forschungsstipendium des Bayerischen Kultusministeriums, das ihm bis Ende 1955 den Aufenthalt in Rom ermöglichte. Noch während dieses Aufenthaltes wurde Albrecht 1954 Mitarbeiter der Historischen Kommission im Rahmen der Reihe Briefe und Akten zur Geschichte des Dreißigjährigen Krieges. 1956 ermöglichte ihm ein Stipendium der Deutschen Forschungsgemeinschaft Archivstudien in Paris. All diese Forschungen flossen in seine Arbeit über die Außenpolitik Maximilians I. von Bayern ein, mit der er sich 1958 habilitierte, betreut abermals von Max Spindler und publiziert 1962 unter dem Titel Die auswärtige Politik Maximilians von Bayern 1618–1635.
Im Jahr 1963 wurde Albrecht zum außerordentlichen Professor an der Philosophisch-Theologischen Hochschule in Bamberg berufen, 1964 erhielt er als Nachfolger von Leo Just ein Ordinariat an der Universität Mainz. Bereits 1967 nahm er den Ruf auf einen Lehrstuhl für Neuere Geschichte an der neu gegründeten Universität Regensburg an, an der er bis zu seiner Emeritierung 1992 lehrte. In Regensburg wurde der Lehrbetrieb im Wintersemester 1967/68 aufgenommen und Albrecht gehörte somit zur Gründergeneration der Universität. Den hochschulpolitischen Reformbestrebungen der Zeit allerdings stand er ablehnend gegenüber: noch 1968 gehörte er zu den Unterzeichnern des Marburger Manifests, das bayerische Hochschulgesetz von 1973 dagegen, durch das der Gruppenuniversität eine Absage erteilt wurde, begrüßte er. Als Sprecher des Fachbereichs, Prodekan und Dekan der Philosophischen Fakultät, Mitglied des Fachbereichsrates, des Senates und des Ausschusses für Haushaltsangelegenheiten wirkte Albrecht in der Selbstverwaltung der Universität mit, von 1977 bis 1980 amtierte er als Vizepräsident der Universität Regensburg. Zu Albrechts akademischen Schülern gehören Hans-Michael Körner, Maximilian Lanzinner, Friedrich Hartmannsgruber, Franz J. Bauer und Bernhard Löffler.
Albrecht war seit 1962 außerordentliches, seit 1966 ordentliches Mitglied der Historischen Kommission bei der Bayerischen Akademie der Wissenschaften, deren Sekretär er von 1987 bis 1997 war. Seit 1968 leitete er die Abteilung Briefe und Akten zur Geschichte des Dreißigjährigen Krieges, seit 1991 auch die Abteilung Protokolle des Bayerischen Ministerrats 1945–1954, zudem kommissarisch 1987–1989 die Abteilung Deutsche Reichstagsakten, Jüngere Reihe. Albrecht gehörte ferner der Kommission für bayerische Landesgeschichte bei der Bayerischen Akademie der Wissenschaften (seit 1980), der Vereinigung zur Erforschung der Neueren Geschichte in Bonn und der Kommission für Zeitgeschichte an.
Albrecht war Schwiegersohn des Architekten und Diplomaten Dieter Sattler sowie Schwager des Münchner Architekten Christoph Sattler. Er lebte mit seiner Frau und seinen vier Söhnen in Regensburg.
Dieter Albrecht verstarb am 8. Oktober 1999 in Regensburg im Alter von 72 Jahren.

## Werk
Albrecht hat seine Arbeit zu einem erheblichen Teil der Edition historischer Quellen gewidmet. Dabei lassen sich schon in den frühen 1960er Jahren drei Forschungsgebiete erkennen, denen er sein Leben lang treu bleiben sollte und in denen er jeweils grundlegende Editionen vorlegte. Der „meisterhafte historische Schriftsteller“ (Andreas Kraus) trat gegenüber dieser Grundlagenarbeit zurück; diverse Aufsätze, die Beiträge zum Handbuch der bayerischen Geschichte und Albrechts Hauptwerk, die Biographie Maximilians von Bayern, zeugen aber davon. Neben seinen zentralen Arbeitsgebieten wandte sich der Regensburger Professor auch der neueren Stadtgeschichte Regensburgs zu und legte 1984 die Pionierstudie Regensburg im Wandel vor, in der auf der Grundlage breiter Archivrecherchen und Presseauswertung sozial- und politikgeschichtliche Themen des 19. Jahrhunderts und der Zeit des Nationalsozialismus behandelt werden.

### Maximilian I. von Bayern
Den ersten Schwerpunkt bildete seit Albrechts römischen Jahren die Geschichte des Dreißigjährigen Krieges, speziell die Person Maximilians I. Noch in den 1950er Jahren publizierte er als Früchte seiner Archivstudien in Rom und Paris zwei kleine Monografien zur auswärtigen Politik Papst Gregors XV. und Richelieus, daneben einen Aufsatz über die Finanzierung des Krieges durch die Kurie. Die Publikation der Habilitationsschrift 1962 begründete dann seine Reputation, von Wolfgang Zorn damals als „wohl (...) wichtigste deutsche Neuerscheinung zur Geschichte des 17. Jahrhunderts“ neben den Werken von Konrad Repgen und Fritz Dickmann bezeichnet. 1964 erschien Albrechts Band der Briefe und Akten für die Jahre 1629/30, in dessen Mittelpunkt der Regensburger Kurfürstentag steht. So ausgewiesen, übernahm er 1968 die Leitung der Abteilung Briefe und Akten zur Geschichte des Dreißigjährigen Krieges und arbeitete noch bis zu seinem Tod an einem weiteren Band für das Jahr 1631. Max Spindler übertrug Albrecht wesentliche Teile der frühneuzeitlichen Geschichte im Rahmen des Handbuchs der bayerischen Geschichte. Und nach seiner Emeritierung fasste Albrecht seine lebenslangen Bemühungen um den ersten bayerischen Kurfürsten in einer großen, nah an den Quellen gearbeiteten Biographie zusammen, deren Erscheinen im Jahr 1998 er noch erlebte. Helmut Neuhaus sah hier „eine neue Stufe der Maximilian-Forschung“ erreicht: „Wer sich zu Beginn des 21. Jahrhunderts mit dem bayerischen Herzog (...) beschäftigt, betritt gleichsam ‚Albrecht-Land‘“. Eike Wolgast bewertete das Werk als „maßstabsetzende Biographie“, beruhend auf „stupenden Quellenkenntnissen“, sprachlich „klar und unprätentiös“ dargeboten. Heinz Duchhardt betonte, dass in diese „Summe eines Gelehrtenlebens“ eine Fülle bis dahin unbekannter Dokumente unterschiedlicher Provenienz eingeflossen seien. Als Mitarbeiter der Neuen Deutschen Biographie steuerte Albrecht Artikel über Maximilian I. und diverse Personen aus seinem Umkreis bei.

### Bayern im Kaiserreich
Ein zweiter Forschungsschwerpunkt Albrechts kündigte sich 1964 mit der Veröffentlichung seines Aufsatzes Döllinger, die bayerische Regierung und das erste Vatikanische Konzil an: die bayerische Geschichte in der Epoche des Deutschen Kaiserreichs. Albrecht übernahm den entsprechenden Beitrag im Handbuch der bayerischen Geschichte, der 1974 in erster Auflage erschien. Dieser Text konnte als Gegenentwurf zu damals neuen Studien aus der Schule Karl Bosls gelesen werden, die sich unter Aufnahme sozialgeschichtlicher Methoden um eine Neubewertung der Prinzregentenzeit bemühten und die Revolution von 1918 aus der Reformunfähigkeit des politischen Systems erklärten. Albrecht beharrte demgegenüber immer darauf, dass die Revolutionsursachen primär in den Entwicklungen während des Krieges zu suchen seien. Diese Kontroverse beförderte die Forschung und Albrecht regte als akademischer Lehrer mehrere Arbeiten an, die heute als Standardwerke zur Epoche gelten. 1985 veröffentlichte Albrecht den Text Kaiser Wilhelm II. als Persönlichkeit und Herrscher, den der langjährige bayerische Gesandte in Berlin Hugo von Lerchenfeld-Köfering als Teil seiner 1935 posthum publizierten Memoiren verfasst hatte, den er zu Lebzeiten Wilhelms aber nicht veröffentlicht sehen wollte. Albrechts Forschungsinteresse in diesem Themenfeld konzentrierte sich auf die katholisch-konservativen Kräfte: Er edierte den Briefwechsel Joseph Edmund Jörgs, ermittelte gemeinsam mit Bernhard Weber die Autoren der Historisch-politischen Blätter für das katholische Deutschland und besorgte die fünfbändige Ausgabe der Protokolle der Zentrumsfraktion in der bayerischen Abgeordnetenkammer nach den stenographischen Mitschriften des Parlamentariers Theobald von Fuchs. In der Neuen Deutschen Biographie würdigte Albrecht einige Personen dieses wenig erinnerten Milieus: Conrad von Preysing, Georg von Orterer und Franz Seraph von Pichler; aber auch über die Wittelsbacher Ludwig II. und Luitpold lieferte er Artikel. Noch am 3. März 1999 hielt Albrecht bei der Jahresversammlung der Historischen Kommission und der Monumenta Germaniae Historica in München den Vortrag König Ludwig II. von Bayern und Bismarck, in dem er den Nachweis zu erbringen glaubte, dass sowohl Ludwigs II. Entscheidung, den Kaiserbrief zu senden, als auch sein Entschluss, die Novemberverträge zu ratifizieren, in kausalem Zusammenhang mit Bismarcks zugesagten Zahlungen aus dem Welfenfonds stünden.

### Katholische Kirche und „Drittes Reich“
Albrecht bot schon als Privatdozent in München zeitgeschichtliche Lehrveranstaltungen an, also gerade in der Zeit, in der sich eine kritische Diskussion über die Rolle der Katholischen Kirche während des „Dritten Reichs“ entwickelte: der Prozess um das Reichskonkordat vor dem Bundesverfassungsgericht 1956/57, die Veröffentlichung von Rudolf Morseys bahnbrechender Studie über das Ende der Zentrumspartei 1960 und die Kontroverse um Ernst-Wolfgang Böckenfördes Hochland-Aufsatz über den deutschen Katholizismus im Jahr 1933 wirkten hier als Katalysatoren. In dieser Situation – und noch vor der Uraufführung von Hochhuths Stellvertreter 1963 – wurde auf Initiative der jungen katholischen Historiker Dieter Albrecht, Konrad Repgen und Rudolf Morsey 1962 die Kommission für Zeitgeschichte gegründet, zunächst in Anlehnung an die Katholische Akademie in Bayern, seit 1972 unabhängig mit Sitz in Bonn; Albrecht wirkte hier als Geschäftsführer und langjähriger stellvertretender Vorsitzender. Vor allem aber bearbeitete er für die Kommission den Notenwechsel zwischen Heiligem Stuhl und deutscher Reichsregierung, mit dessen erstem Band 1965 die Quellenreihe Veröffentlichungen der Kommission für Zeitgeschichte eröffnet wurde; Albrecht ließ 1969 und 1980 zwei weitere Bände in der Reihe folgen, in der bis 2015 sechzig Bände erschienen sind, womit die katholische Zeitgeschichtsforschung auf eine solide Grundlage gestellt wurde. Albrecht selbst hat zu diesem Themenfeld keine Monographie vorgelegt, ist aber als Herausgeber eines Aufsatzbandes und einer Sammlung wichtiger Studien des früh verstorbenen Ludwig Volk hervorgetreten.

## Auszeichnungen
- Bundesverdienstkreuz 1. Klasse
- Päpstlicher Gregoriusorden
- Kulturpreis der Bayerischen Landesstiftung (1993)
- Bayerischer Verdienstorden (1999)

## Schriften

### Editionen
- Briefe und Akten zur Geschichte des Dreißigjährigen Krieges. Neue Folge: Die Politik Maximilians I. von Bayern und seiner Verbündeten 1618–1648. Herausgegeben von der Historischen Kommission bei der Bayerischen Akademie der Wissenschaften. II. Teil, Band 5: Juli 1629 bis Dezember 1630. Oldenbourg, München u. a. 1964.
- Hugo Graf Lerchenfeld-Köfering: Kaiser Wilhelm II. als Persönlichkeit und Herrscher (= Regensburger historische Forschungen. Band 11). Lassleben, Kallmünz/Opf. 1985.
- Joseph Edmund Jörg: Briefwechsel 1846–1901 (= Veröffentlichungen der Kommission für Zeitgeschichte. Reihe A, Band 41). Grünewald, Mainz 1988.
- Die Protokolle der Landtagsfraktion der Bayerischen Zentrumspartei 1893–1914:
  - Band 1: 1893–1899 (= Schriftenreihe zur bayerischen Landesgeschichte. Band 91). C. H. Beck, München 1989;
  - Band 2: 1899–1904 (= Schriftenreihe zur bayerischen Landesgeschichte. Band 92). C. H. Beck, München 1989;
  - Band 3: 1905–1907 (= Schriftenreihe zur bayerischen Landesgeschichte. Band 93). C. H. Beck, München 1991;
  - Band 4: 1907–1911 (= Schriftenreihe zur bayerischen Landesgeschichte. Band 94). C. H. Beck, München 1992;
  - Band 5: 1912–1914 (= Schriftenreihe zur bayerischen Landesgeschichte. Band 102). C. H. Beck, München 1993.
- Der Notenwechsel zwischen dem Heiligen Stuhl und der deutschen Reichsregierung 1933–1945:
  - Band 1: Von der Ratifizierung des Reichskonkordats bis zur Enzyklika »Mit brennender Sorge« (= Veröffentlichungen der Kommission für Zeitgeschichte. Reihe A, Band 1). Grünewald, Mainz 1974;
  - Band 2: 1937–1945 (= Veröffentlichungen der Kommission für Zeitgeschichte. Reihe A Band 10). Grünewald, Mainz 1969;
  - Band 3: Der Notenwechsel und die Demarchen des Nuntius Orsenigo 1933–1945 (= Veröffentlichungen der Kommission für Zeitgeschichte. Reihe A, Band 29). Grünewald, Mainz 1980.

### Monographien (Auswahl)
- Historischer Atlas von Bayern. Kommission für bayerische Landesgeschichte:
  - Band I, 3: Das Landgericht Starnberg. München 1951.
  - Band I, 4: Das Landgericht Weilheim. München 1952.
  - Band I, 6: Die Klostergerichte Benediktbeuern und Ettal. München 1953.
  - Band I, 7: Fürstpropstei Berchtesgaden. München 1954.
  - Band I, 9: Grafschaft Werdenfels. München 1955.
- Die auswärtige Politik Maximilians von Bayern 1618–1635 (= Schriftenreihe der Historischen Kommission bei der Bayerischen Akademie der Wissenschaften. Band 6). Vandenhoeck & Ruprecht, Göttingen 1962 (online).
- Regensburg im Wandel. Studien zur Geschichte der Stadt im 19. und 20. Jahrhundert (= Studien und Quellen zur Geschichte Regensburgs. Band 2). Mittelbayerische Druckerei- und Verlagsgesellschaft, Regensburg 1984, ISBN 3-921114-11-X.
- Maximilian I. von Bayern 1573–1651. Oldenbourg, München 1998, ISBN 3-486-56334-3.

### Aufsätze (Auswahl)
- Zur Finanzierung des Dreißigjährigen Krieges. Die Subsidien der Kurie für Kaiser und Liga 1618–1635. In: Zeitschrift für bayerische Landesgeschichte 19 (1956), S. 534–567 (Digitalisat).
- Döllinger, die bayerische Regierung und das erste Vatikanische Konzil. In: Konrad Repgen, Stephan Skalweit (Hrsg.): Spiegel der Geschichte. Festgabe für Max Braubach. Aschendorff, Münster/Westfalen 1964, S. 795–815.
- Der Regensburger Kurfürstentag 1630 und die Entlassung Wallensteins. In: Dieter Albrecht (Hrsg.): Regensburg – Stadt der Reichstage (= Schriftenreihe der Universität Regensburg. Band 3). Mittelbayerische Druckerei- und Verlagsgesellschaft, Regensburg 1980, S. 51–71.
- Die Kriegs- und Friedensziele der deutschen Reichsstände. In: Konrad Repgen (Hrsg.): Krieg und Politik 1618–1648. Europäische Probleme und Perspektiven (= Schriftenreihe des Historischen Kollegs/Kolloquien. Band 8). Oldenbourg, München 1988, S. 241–273 (online).
- Die Sozialstruktur der bayerischen Abgeordnetenkammer 1869–1918. In: Karl-Dietrich Bracher u. a. (Hrsg.): Staat und Parteien. Festschrift für Rudolf Morsey zum 65. Geburtstag. Duncker & Humblot, Berlin 1992, S. 427–452.
- König Ludwig II. von Bayern und Bismarck. In: Historische Zeitschrift 270 (2000), S. 39–64.